# Carlo Striccoli
Carlo Striccoli (Altamura, 22 gennaio 1897 – Arezzo, 25 maggio 1980) è stato un pittore italiano.

## Biografia

### La formazione ed il periodo giovanile
Carlo Striccoli nasce il 22 gennaio 1897 e cresce in un contesto familiare piuttosto colto e raffinato: figlio di un valente architetto di Altamura, Vincenzo Striccoli, viene educato sin da piccolo ai principi dell'armonia estetica e del bello. Dimostra ben presto una certa dimestichezza con le arti poetiche e con l'uso del violino, con i quali si diletta ad intrattenere un pubblico ristretto di familiari e amici che frequenta la casa paterna. Alla musica, e al violino in particolare, egli rimarrà sempre molto legato e quest'alternativa lo accompagnerà anche negli anni a venire, quando, ormai, sarà un pittore affermato. Il giovane artista sceglie di iscriversi all'Accademia di Belle Arti piuttosto che al Conservatorio: una scelta fondamentale che, però, non gli farà mai dimenticare la passione per la musica.
Striccoli giunse a Napoli dalla Puglia diciassettenne, nel 1914, per iscriversi ai Corsi Comuni del Reale Istituto di Belle Arti di Napoli. Nel 1922 si iscrisse al primo anno superiore di Pittura presso la stessa Accademia, dopo la parentesi bellica che nel 1916 lo vede chiamato al servizio di leva e arruolato in aviazione. 
"Dotato di un precoce e multiforme talento, dietro le spalle si lasciava delle brevi esperienze nel campo musicale: a quattordici anni aveva esordito come violinista presso il Teatro Mercadante di Altamura, che era stato inaugurato nel 1895 su progetto del padre, l’ingegnere Vincenzo Striccoli, e successivamente era stato direttore d’orchestra presso il teatro Lembo di Canosa, per una compagnia di operette. Intrapresa la via della pittura, avrebbe continuato a coltivare in privato la passione per la musica, che in lui non sarebbe venuta mai meno.  In Accademia Striccoli studiò con Vincenzo Volpe, Paolo Vetri e Michele Cammarano ottenendo risultati brillanti e inoltre fa in tempo a frequentare brevemente anche la scuola libera “alternativa” dell’anziano pittore Giuseppe Boschetto  (che sarebbe morto nel 1918), dalla quale erano già passati, fra gli altri, artisti indipendenti come Edgardo Curcio, Eugenio Viti ed Edoardo Pansini. Sebbene in alcuni disegni e acquerelli giovanili si noti anche l’influsso di Volpe, fra i maestri d’accademia è stato senz'altro Cammarano quello che ha lasciato l’impronta più profonda e durevole sull'allievo, il quale peraltro guardava anche ad Antonio Mancini e, come ha osservato Paolo Ricci, protetto da tali buoni numi riuscì a scampare all'influenza potenzialmente deleteria degli altri suoi due maestri".
L'insegnamento cammaraniano in Striccoli si recepisce nella sua fedeltà alla verità della natura: una pittura che si alimenta del puro vero, senza quei tormenti coloristici che caratterizzeranno la sua evoluzione pittorica degli anni successivi, anni in cui si distaccherà dallo stretto accademismo tradizionale e in cui si lascerà andare a un confronto con l'arte più settentrionale ed europea. Dunque, in questi anni, Striccoli s'interessa a tematiche che, seppure non si possono definire strettamente ‘sociali’, in quanto mancano di analisi critica, sono vicine al ‘volgo’: si pensi al Ritratto di anziana, con tutta probabilità relativo a questa prima fase pittorica, al Pescatore del ‘25, al gruppo dei Suonatori, come anche all'Ospizio, ma soprattutto al Contadino esposto alla I Sindacale napoletana del '29 in cui l'autore, nonostante mostri un forte legame con la più recente tradizione, cerca di avvicinarsi molto a quelle che sono le sue passioni seicentiste, associando poi a queste una monumentalità e un'impostazione più novecentista. Egli risente, dunque, dapprima dell'insegnamento della tradizione seicentesca napoletana sino a Cammarano e a Mancini, avvicinandosi poi, per esigenze di modernità, alla pittura di Crisconio. 
L'influenza risulta evidente se si mettono a confronto l'Autoritratto di Striccoli col Ritratto d'uomo di Cammarano, entrambi conservati nella Pinacoteca Provinciale di Bari: le pennellate un po' quadrate, dense e visibilmente materiche collocano l'opera del Nostro nella linea Cammarano - Crisconio.

### Gli anni '20
Una pittura mossa, vibrante, che tende a modellare le forme attraverso rapidi tocchi di colore e che riesce a dare sin dal principio, con grande eleganza stilistica, connotazione psicologica al genere del ritratto. Altra opera di notevole fattura è il Ritratto del padre, anch'esso da collocarsi nell'arco degli anni '20. Il dipinto rimanda immediatamente a certa produzione di ritratti di Lorenzo Lotto di cui Striccoli, suo grande estimatore, conserva quella tipica impostazione e connotazione psicologica, pur rimanendo, allo stesso tempo, legato alla stesura pittorica di Cammarano. Nel 1925 hanno termine i suoi studi in Accademia, ma già prima di uscirne comincia ad avere i primi riscontri con un pubblico entusiasta della sua pittura. Nel 1923, infatti, vince la medaglia d'argento alla Mostra d'Arte Circondariale di Barletta.
La sua pittura approda, poi, a New York in occasione del Premio Leonardo Da Vinci, dove espone l'Emigrante, passando poi per la I Biennale Meridionale di Bari e conseguendo un'altra medaglia d'argento. Gli anni in cui la produzione di Striccoli si consolida nel mondo delle esposizioni pubbliche sono gli stessi in cui il Partito Nazionale Fascista, attraverso il Gruppo Universitario Fascista, si fa patrocinatore dell'arte sostituendosi alle esposizioni annuali della Promotrice ‘Salvator Rosa’, troppo legata ai "vecchi" maestri. Il '28 è, per lui, un anno di svolta perché partecipa alla I Mostra Primaverile d'Arte promossa dal G.U.F. “Mussolini”. Fu, questa, la prima manifestazione polemica contro il tradizionalismo. Vi parteciparono, accanto ai Maestri giunti a una piena maturità, i giovani pittori usciti dall 'Accademia nel biennio 1925-1927 che mostrarono sin dall'inizio la volontà di avvicinarsi ai dettami del post-impressionismo, dell'arte di Cézanne, di una rinnovata arte italiana associata all'influenza francese. Il loro precipuo scopo fu quello di riconquistare posizioni perdute e minimizzare il distacco regionalistico. Il 1928 è anche l'anno in cui Striccoli si lega al gruppo del “Quartiere Latino”, fondato in primavera da don Peppino Uva, pittore rapido e di poche pretese che ebbe, però, il grande merito di raccogliere, sulla terrazza di via Rossarol, vicino a Porta Capuana, una decina di pittori di spessore: Bresciani, Mercadante, Lalli, Striccoli, Ciardo, Rispoli, Francesco Paolo Prisciandaro e Buonoconto.

### Anni 30 - Affermazione Istituzionale
Di lì a poco (1931) cominciano anche una serie di esposizioni su invito a un'altra tra le maggiori organizzazioni d'arte nazionale e internazionale: la Quadriennale di Roma alla quale parteciperà per ben otto edizioni consecutive – dal 1931 al 1960 - e la Biennale di Venezia – dal 1934 al 1950. Si tratta di un percorso espositivo che lo accompagnerà per diversi anni e che lo condurrà ad ottenere persino una sala personale alla XXII Esposizione Biennale Internazionale d'arte di Venezia (1940) in cui espone 12 opere. In mostra sarà esposta l'opera Maternità presentata alla Biennale veneziana del 1936 e gentilmente concessa per questa personale di Striccoli dalla G.N.A.M. di Roma. La partecipazione a mostre nazionali e internazionali di così alto livello sono fondamentali, per tutti gli artisti che vi partecipano e per Striccoli in particolare, che dà avvio a un processo di confronto e di stimoli artistici non indifferenti.

### Gli anni '40
A partire dalla fine degli anni '40 fino alla sua morte, avvenuta nel 1980, l'attività artistica sarà sempre più legata alle gallerie d'arte di Napoli (Galleria San Carlo, Galleria Mediterranea, Galleria Forti, Galleria Florida, Galleria Aurora, Galleria Lauro, Galleria La Tavolozza, Galleria Serio, Galleria Michelangelo), in particolar modo, ma anche Firenze (Galleria Spinetti), Milano (Galleria Ronzini, Galleria Brerarte, Galleria Diarcon, Galleria Sant'Andrea), Torino (Galleria Narciso), Roma (Galleria Giosi, Galleria Esmeralda). Sono anni in cui la sua pittura cambia gradualmente ma incessantemente: impetuoso e veloce nella resa, con pennellate graffianti e colpi di spatola, Striccoli conferisce alla sua pittura un tono concitato, una narrazione drammatica, che col tempo si esaspera richiamando l'ascendenza espressionista. 
Opere come Al tavolo, Anna, Dopo la festa, Il beone, In poltrona, La drogata, La toletta, Le amiche, Pensosa, Ragazza in giallo testimoniano una svolta tanto intima, personale, privata di Striccoli quanto artistica, dimostrando la sua intelligenza e sensibilità d'animo, che lo promuove a pittore di indiscussa qualità. Muore a Arezzo il 25 maggio del 1980.